# Michel Delpech
Pour les articles homonymes, voir Delpech.
Ne doit pas être confondu avec Michel Delpuech.
Michel Delpech est un auteur-compositeur-interprète français, né le 26 janvier 1946 à Courbevoie (Seine) et mort le 2 janvier 2016 à Puteaux (Hauts-de-Seine).
Certaines de ses chansons ont marqué les années 1960 et 1970, notamment Chez Laurette, Wight Is Wight, Pour un flirt, Que Marianne était jolie, Les Divorcés, Le Chasseur, Quand j'étais chanteur ou encore Le Loir-et-Cher.

## Biographie

### Famille
Jean Michel Bertrand Delpech naît le 26 janvier 1946 à Courbevoie, ville de la proche banlieue parisienne, alors en département de la Seine. Enfant du baby-boom, il est le fils de Bertrand Charles Delpech, chromeur de métaux à Courbevoie, et de Christiane Cécile Marie Josselin, femme au foyer. Il a deux sœurs cadettes, Catherine et Martine.
Sa famille maternelle (Josselin) est une famille de viticulteurs, propriétaires récoltants de champagne de Gyé-sur-Seine dans l'Aube. Son berceau familial paternel est en Sologne, à Dhuizon, où vit son grand-père coiffeur, et à La Ferté-Saint-Cyr, où résident oncles et cousins épiciers, bûcherons et agriculteurs. Le jeune Michel passe des week-ends et des vacances scolaires dans sa famille en province, travaillant un peu dans l'épicerie de sa tante.

### Débuts
Ses parents ayant déménagé à Cormeilles-en-Parisis en Seine-et-Oise (aujourd'hui Val-d'Oise), Jean-Michel Delpech effectue ses études au collège Chabanne puis au lycée Camille-Pissarro de Pontoise de 1961 à 1964.
Adolescent, il se passionne pour de grands chanteurs classiques comme Luis Mariano puis pour les grands noms des années 1950 comme Gilbert Bécaud et Charles Aznavour. En 1963, au lycée, il monte un petit orchestre avec des camarades.
Il quitte le lycée en janvier 1964 avant de passer son baccalauréat pour se consacrer à la musique, tente sa chance en passant une audition à Paris pour faire partie de la maison des disques Vogue.
Alors qu'il vient, à peine âgé de 18 ans, de sortir son premier disque, Anatole, il rencontre le compositeur Roland Vincent. Se rendant à une réunion de travail chez ce dernier, à Saint-Cloud, il repense à ses années de lycéen et au café où lui et ses camarades se retrouvaient après les cours. Dans le train, entre la Gare Saint-Lazare et la Gare de Saint-Cloud, il écrit les paroles de Chez Laurette, pour lesquelles Roland Vincent, séduit et inspiré, a vite fait de trouver une mélodie. Sortie le 1er mai 1965, en pleine période yéyé, cette « chanson nostalgique d'adolescence » n'est pas un succès à la vente mais, en raison de ses nombreux passages à la radio, fait sortir le chanteur de l'ombre.
En 1965, Michel Delpech participe à la comédie musicale Copains-clopant, qui reste six mois à l'affiche, d'abord au théâtre de la Michodière puis au théâtre du Gymnase, à Paris : l'intégration de la chanson Chez Laurette au spectacle contribue à la faire connaître. À l'occasion de cette comédie musicale, Delpech rencontre Chantal Simon, avec qui il chante en duo la chanson éponyme de la pièce. Il a 20 ans quand il l'épouse en 1966.
La même année, sous le label Festival (label de la maison Barclay qui publiera les disques de Delpech jusqu’au début des années 1980), il enregistre son deuxième 45 tours, Inventaire 1966, nouveau tremplin vers le statut de vedette. À la manière de Jacques Prévert, et en guise d'hommage au poète, il compile, dans les couplets de sa chanson, une liste de faits d'actualité, de tenues à la mode et de succès médiatiques : la guerre du Viêt Nam, la minijupe, les bottes Courrèges, la mode Cacharel, les chemises à fleurs, le drugstore Opéra, etc.. Toujours en 1966, durant trente-huit représentations à l'Olympia, il fait la première partie de Jacques Brel qui fait ses « adieux à la scène ».

### Succès
En 1967, Johnny Stark, l’imprésario de Mireille Mathieu, le prend en main et l'aide à se forger une image de vedette. C'est en première partie de la « chanteuse d'Avignon » que le jeune Delpech entame une tournée internationale qui le mène en Allemagne de l'Ouest, en URSS et aux États-Unis. La même année, il quitte la maison de disques Festival et passe chez Barclay.
En 1968, il obtient le grand prix du disque de la chanson française pour Il y a des jours où on ferait mieux de rester au lit, coécrit par Jean-Jacques Debout.
C'est l'époque des succès, y compris à l'étranger : Wight Is Wight (novembre 1969) (en hommage au festival de l'île de Wight), Et Paul chantait Yesterday (1970) (hommage aux Beatles qui se séparent), Pour un flirt (mai 1971). Le planant Wight Is Wight, qui surfe sur la vague hippie, se vend à plus d'un million d'exemplaires en Europe. Le romantique Pour un flirt est un tube dans les pays francophones et aux Pays-Bas, sa version en allemand figure dans les palmarès  en Allemagne de l'Ouest, en Autriche et en Suisse. La chanson remet au goût du jour un mot désuet mais romantique, à une époque où l'on privilégiait l'expression directe « faire l'amour ». En quatre mois, il s'en vend plus d'un million deux cent mille exemplaires. L'auteur lui-même en est surpris. « Je ne croyais absolument pas au potentiel de ces couplets », dira-t-il par la suite.

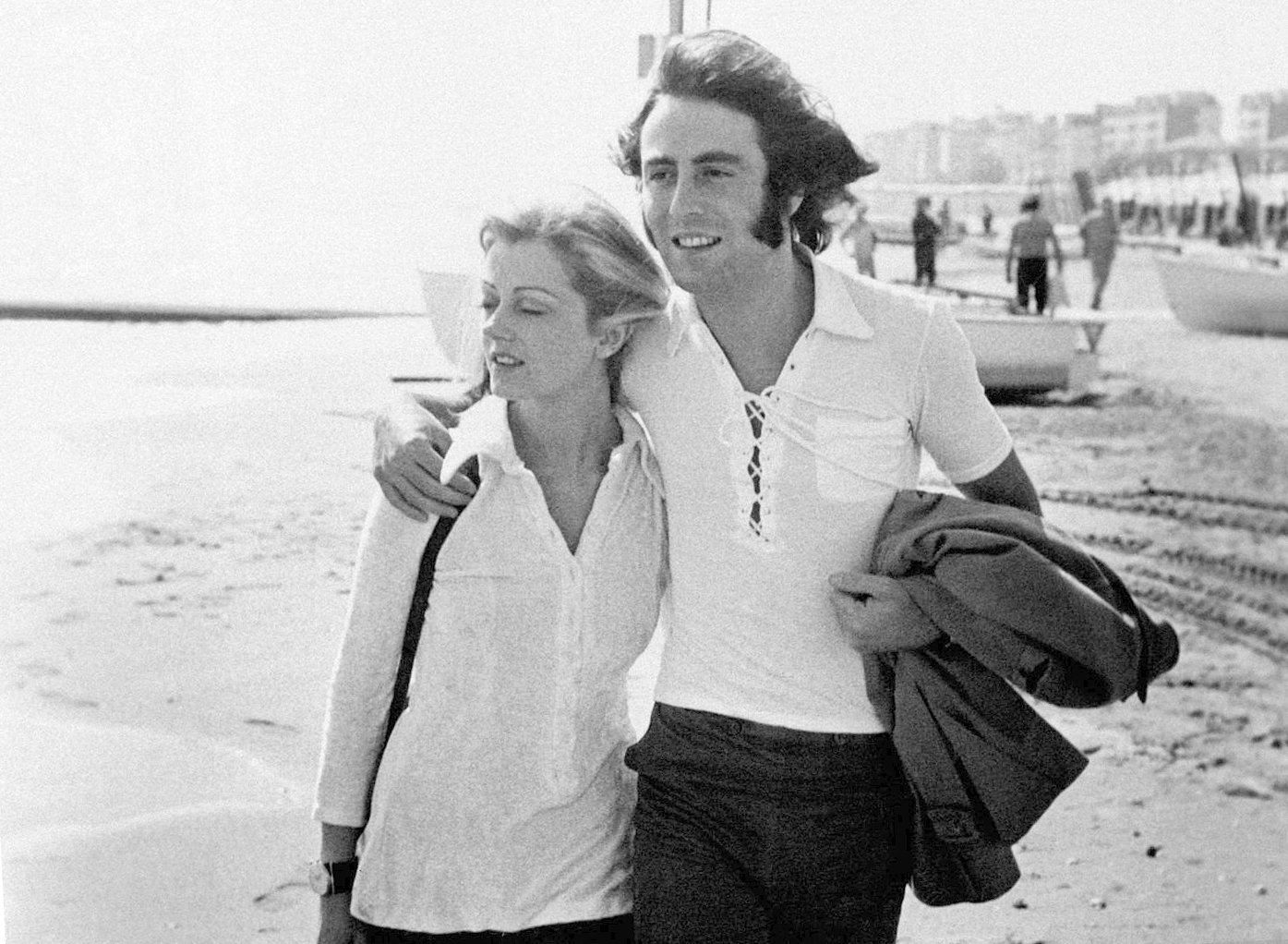
Avec son épouse Chantal Simon à Venise en 1970.

En 1970, le chanteur quitte Johnny Stark pour bénéficier d'une plus grande liberté artistique, et, deux ans plus tard, cesse sa collaboration exclusive avec Roland Vincent pour faire appel à d'autres compositeurs.
Désormais vedette à part entière, il occupe la scène de l'Olympia trois semaines durant en janvier 1972.
En 1973, sa séparation d'avec Chantal Simon — qui l'a quitté — et la rupture entre son coparolier Jean-Michel Rivat et Christine Haas, lui inspirent la chanson Les Divorcés, où il évoque une rupture paisible, alors qu'elle est en fait très douloureuse. Comme cette chanson tranche, par son titre et son sujet, avec les chansons gaies de Delpech, la maison Barclay, craignant qu'elle ne risque de nuire à l'image du chanteur, hésite avant de consentir à donner son feu vert. Bien lui en prend : plusieurs centaines de milliers de 45 tours sont vendus. Une thèse veut que les paroles de la chanson aient eu un tel impact sur les mentalités que le projet de loi sur le divorce par consentement mutuel s'en trouva adopté trois ans plus tard, en 1975,.
À partir de 1973, il enchaîne plusieurs succès considérables avec Que Marianne était jolie, sur une musique signée Pierre Papadiamandis, Le Chasseur (1974), au texte signé par Michel Delpech et Jean-Michel Rivat sur la musique de Michel Pelay, Quand j'étais chanteur (1975), paroles de Rivat et Delpech sur une musique de Roland Vincent.
En 1977, il chante Le Loir-et-Cher, qui parle, avec tendresse et ironie, des habitants de ce département, berceau de sa famille. À travers les reproches de paysans qui se plaignent qu'il ne vient plus les voir et qu'il ne pense plus à eux — « On dirait que ça te gêne de marcher dans la boue, on dirait que ca te gêne de dîner avec nous » —, il évoque les rapports parfois difficiles entre la ville et la campagne,.

### Dépression et retour
Alors que, dans sa célèbre chanson Les Divorcés, il évoque une séparation paisible, son propre divorce d'avec la mère de ses deux enfants, Garance et Barthélémy, se révèle très conflictuel et douloureux. Chantal Simon se suicide quelque temps après. C'est la mère du chanteur, Christiane Josselin, qui élèvera les enfants. Malgré ses succès musicaux, le chanteur, anéanti par l'échec de son mariage, connaît une grande période de doute et même de dépression. Il coupe ses cheveux, se laisse pousser la moustache et abandonne ses pantalons à pattes d'éléphant. Il s'adonne aux plaisirs artificiels de l'alcool et de la drogue, consulte des psychiatres, des marabouts et des voyantes et se cherche du côté de l'ésotérisme (spiritisme, hindouisme, philosophie chinoise, bouddhisme), fait des cures de sommeil et des retraites monacales. On parle à l'époque de tentatives de suicide, rumeurs qu'il dément. Il racontera cette traversée du désert en 1993 dans une biographie, L'homme qui avait bâti sa maison sur le sable. Il y décrit ce qu'il appelle « les temps dissolus de [sa] vie » : « Je vivais sans aucune morale, sans aucune éthique, sans retenue, je n'avais de comptes à rendre à personne parce que j'étais le roi tout-puissant de ma propre vie, et je ne me privais de rien […] ma vie était vaine, vide. » Michel Delpech met en avant une quête spirituelle mal orientée, basée sur la lecture des Chemins de la sagesse d'Arnaud Desjardins, vulgarisateur en France de la pensée hindoue, comme le déclic qui fait basculer son existence, sur le fond d'un mal-être plus profond.
Au milieu de cette descente aux enfers, il est sacré, en 1979, « chanteur favori des chasseurs français », et, en septembre 1981, une coupe lui est remise par le magazine Le Chasseur français, à Rambouillet, récompense qui sera pour lui un réconfort. Sa chanson Le Chasseur deviendra même l'hymne de plusieurs fédérations de chasseurs. Toujours en 1979, le chanteur évoque sa dépression dans sa chanson Longue Maladie. La même année, il publie l'album 5 000 kilomètres, adaptation en français de succès d'auteurs-compositeurs britanniques et américains. Ces reprises sont une véritable réussite.
Michel Delpech poursuit ensuite calmement son parcours avec des chansons comme Docker (1980), Home sweet home (1980) et Bombay (1981). En 1983, il fait une réapparition avec le 45 tours Animaux, animaux. Cette année est marquée par sa rencontre avec Geneviève Charlotte Marie Garnier-Fabre, artiste peintre et médium, qu'il épouse en 1985, année où sort la chanson de son grand retour, Loin d'ici. 1985 est aussi l'année de la sortie de Rock en URSS et d'une série de concerts très attendus à l'Olympia.
L'année 1986 marque son retour au christianisme lors d'un pèlerinage à Jérusalem et, ainsi qu'il le raconte dans ses autobiographies, la fin de sa dépression lorsqu'il tombe en larmes devant le tombeau du Christ. Cette même année, il publie Oubliez tout ce que je vous ai dit, son premier album depuis sept ans.
Une partie du public lui est restée fidèle, et une compilation de ses succès, sortie en 1989, se vend très honorablement, atteignant le chiffre de 800 000 exemplaires au bout de quelques années. Il publie par la suite régulièrement de nouveaux disques, tout en continuant les concerts dans des salles plus modestes. En 1990, il sort J'étais un ange, album cosigné par Didier Barbelivien et, l'année suivante, Les Voix du Brésil, avec Roland Vincent, l'artisan de ses premiers succès.
De son second mariage, Michel Delpech a, en 1990, un fils, Emmanuel, qui, à partir de 2007, l'accompagne comme guitariste dans ses tournées. Il a également deux beaux-enfants, d'une première union de Geneviève : Pierre-Emmanuel et Pauline Bidegaray (cette dernière prendra le nom de Delpech).
Après Les Voix du Brésil, le chanteur connaît une éclipse de plusieurs années, ne réapparaissant qu'en mai 1997, avec l'album Le Roi de rien, où l'on retrouve des anciens (Peyrat et Rivat) mais aussi une tentative de renouvellement avec des collaborations avec la nouvelle génération (Jean-Louis Murat et Pascal Obispo). C'est l'œuvre d'un chanteur qui a muri (il a cinquante ans) et qui contemple, avec une certaine distance, les aléas de sa vie. Le public et la critique lui font bon accueil. En décembre de la même année, Michel Delpech reçoit le 24e oscar de la chanson française.
Il se tourne ensuite vers l'écriture et, en mai 2000, publie un roman, cosigné par sa nouvelle épouse, De cendres et de braises. La même année, il sort, sur le plan musical, une compilation de titres antérieurs, enrichie d'un inédit, Senna, et fait quelques scènes dans plusieurs salles parisiennes avec des amis et des invités.

### Nouveau succès

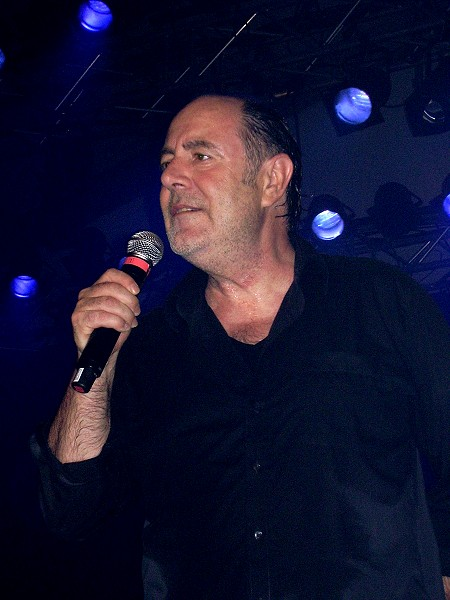
Michel Delpech en 2007, au festival de la chanson de Lormes (Nièvre).

En 2004, une tournée suit la sortie de son disque Comme vous (le premier depuis cinq ans), elle l'amène aux Francofolies de La Rochelle et au Festival des Vieilles Charrues. Pour ce retour sur le devant de la scène, il signe seul presque tous les textes et confie à Laurent Foulon les compositions musicales de l'album.
L'année suivante, il donne trois concerts au Bataclan, à Paris, enregistrés sur CD et DVD titrés Ce lundi-là au Bataclan.
Le 4 décembre 2006, sort son album de duos Michel Delpech &..., réalisé par Jean-Philippe Verdin, très bien accueilli par le public et classé 1er dans les ventes d'albums pour la semaine du 21 au 27 janvier 2007. On y trouve des artistes de la jeune génération (Cali, Bénabar, Clarika) mais aussi des chanteurs chevronnés (Alain Souchon, Francis Cabrel, Michel Jonasz). La sortie de cet album s'accompagne d'une réédition en CD de ses albums antérieurs, sous le titre de Delpech Inventaires.
Les 30 et 31 mars 2007, il donne deux concerts au Grand Rex, à Paris, avant de partir en tournée en province. Lors du deuxième concert, marqué par la présence de Ségolène Royal, la candidate PS à l'élection présidentielle, il lui dédie la chanson Que Marianne était jolie en ces termes : « Je dédie cette chanson à mon ami Dominique Besnehard ainsi qu'à la jolie dame qui l'accompagne ». Contenant plusieurs duos avec des invités de marque, un double album est extrait des deux concerts parisiens, Live au Grand Rex. Le 1er mai, Delpech chante de nouveau devant la candidate socialiste lors du meeting de celle-ci au stade Charléty.
Deux ans plus tard, en juin 2009, l'artiste sort un nouveau disque, confié à l'arrangeur issu de l'électro, Jean-Philippe Verdin, et dont le titre – Sexa – renvoie à la tranche d'âge des sexagénaires (Delpech a alors 63 ans) mais aussi à la décennie de ses débuts, les années 1960.
Le 14 juillet 2011, il s'illustre au concert pour l'égalité en faveur de SOS racisme auprès du célèbre rappeur Big Ali avec lequel il entretiendra une amitié sans faille, jusqu'à la fin de ses jours. Il fera même le buzz à titre posthume, lors de la réapparition de sa vidéo sur le world wide web.
Il est l'invité d'honneur de la tournée Âge tendre, la tournée des idoles (saison 6) qui commence à Chalon-sur-Saône en mars 2011, et également en 2012 pour la saison 7. En novembre 2012, il joue son propre rôle dans le film de Grégory Magne et Stéphane Viard, L'Air de rien. Le film est une fausse biographie où il est criblé de dettes et où les huissiers vont saisir ses biens.

### Maladie et mort
Alors que Michel Delpech a signé pour la septième saison d’Âge tendre, la tournée des idoles, il a un problème d'élocution lors du tournage d'un DVD au Zénith d'Amiens le 25 janvier 2013. On lui détecte un cancer de la langue et de la gorge, et il doit annuler plusieurs de ses concerts pour des raisons de santé. Il révèle alors au grand public sa foi chrétienne qui l'unit à sa femme depuis de longues années, dans un livre J'ai osé Dieu, paru en 2013,. La même année, il s'engage dans le programme éducatif et environnemental « Terre d'École », qui vient en aide à plusieurs pays africains et dont la présidente est Maria Maylin, l'épouse du cancérologue Claude Maylin qui soigne le chanteur.
En octobre 2014, il évoque la mort, alors qu'il est en rémission et à nouveau apte à chanter, dans la chanson La fin du chemin, extraite du Dolly Bibble, un conte musical (livre + CD) qui comporte des passages de la Bible chantés : « Voici la fin de mon chemin sur terre / Je suis à toi, accueille-moi, mon Père / Voici mon âme, séchez vos larmes, mes frères / Je m’en vais là où brille la lumière… ». En novembre 2014, il participe sur France 2 à l'émission La fête de la chanson française, sans chanter, ce qui constitue sa dernière apparition télévisuelle.

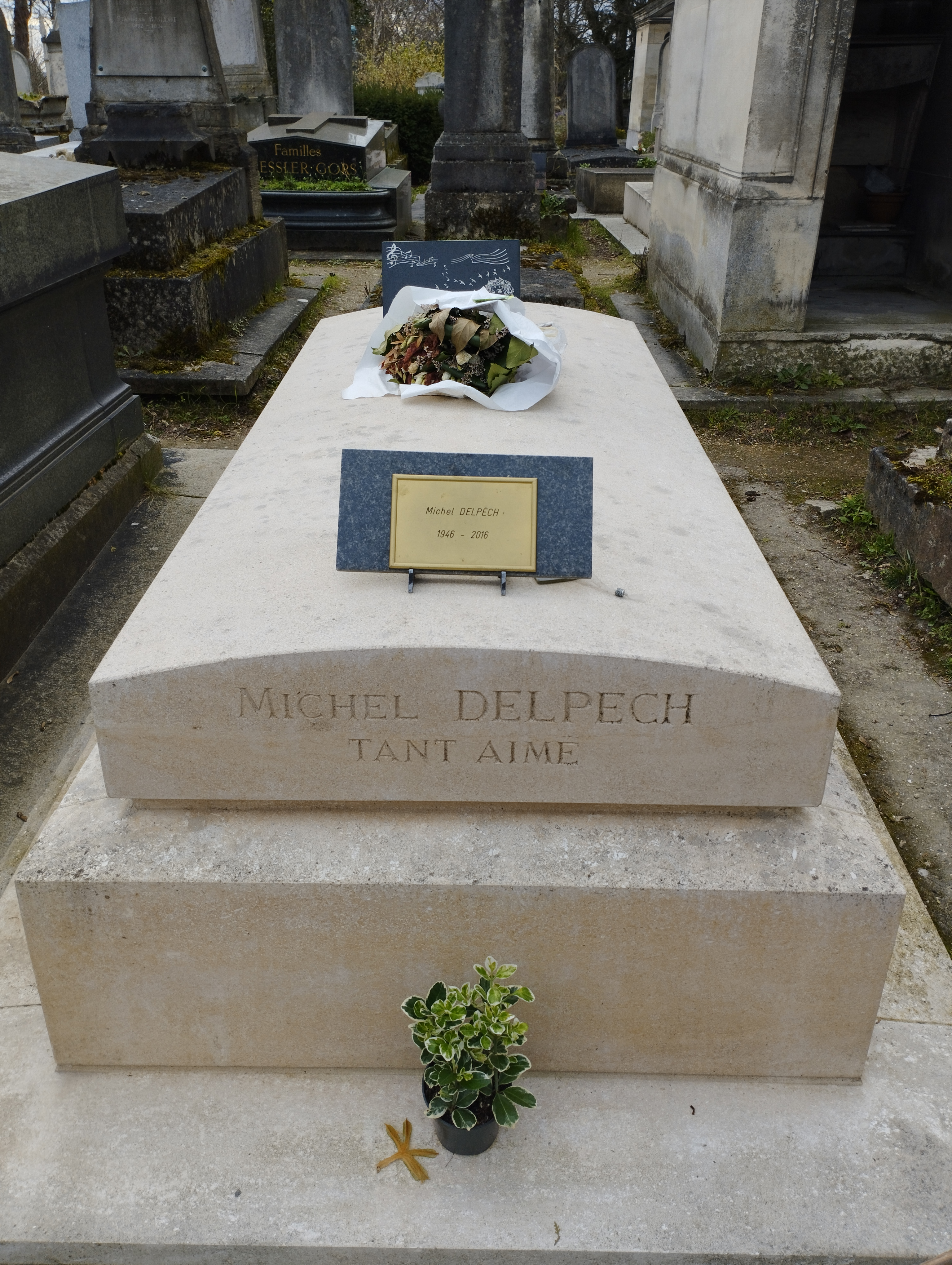
Tombe de Michel Delpech au cimetière du Père-Lachaise (division 49).

En mars 2015, sort son nouveau livre Vivre !, où il évoque son cancer et ce que cette maladie a changé en lui. En juin 2015, Michel Drucker révèle que son ami Michel Delpech, toujours hospitalisé, s'éteint doucement et qu'« il ne sera plus là en septembre », précisant que c'est Michel Delpech lui-même qui lui a demandé d'en parler.
Le 4 novembre 2015, Michel Delpech reçoit la médaille du Mérite congolais, pour son action dans ce pays au sein du programme « Terre d'École ».
Il meurt le 2 janvier 2016, à l'hôpital de Puteaux,, du cancer dont il est atteint depuis trois ans. Le président de la République François Hollande affirme notamment que la France « pleure l'un de ses meilleurs chanteurs ». Pascal Nègre, le PDG d'Universal France, salue, en la personne de Michel Delpech, « un poète parlant de la vie des gens, un mélodiste hors pair et un homme très attachant ».
Ses obsèques sont célébrées le 8 janvier 2016 en l'église Saint-Sulpice de Paris, par Abba Athanasios, évêque métropolitain de l'Église copte orthodoxe en France, assisté du père Jean-Louis Lacroix, curé de Saint-Sulpice. Il est ensuite inhumé au cimetière du Père-Lachaise (49e division).

## Discographie

### Albums enregistrés en studio
- 1966 : Inventaire 66 (ou Chez Laurette)
- 1969 : Il y a des jours où on ferait mieux de rester au lit
- 1970 : Michel Delpech (ou Album)
- 1974 : Michel Delpech (ou Le Chasseur)
- 1975 : Michel Delpech (ou Quand j'étais chanteur)
- 1979 : 5 000 kilomètres
- 1986 : Oubliez tout ce que je vous ai dit
- 1991 : Les Voix du Brésil
- 1997 : Le Roi de rien
- 1999 : Cadeau de Noël
- 2000 : J'étais un ange (treize titres antérieurs réenregistrés en 1999 et sept de 1989, avec un inédit, Senna)
- 2004 : Comme vous
- 2006 : Michel Delpech &... (album de duos)
- 2009 : Sexa
- 2021 : Photos souvenirs (album posthume, fait de reprises inédites)

### Albums enregistrés en direct
- 1972 : Olympia 1972

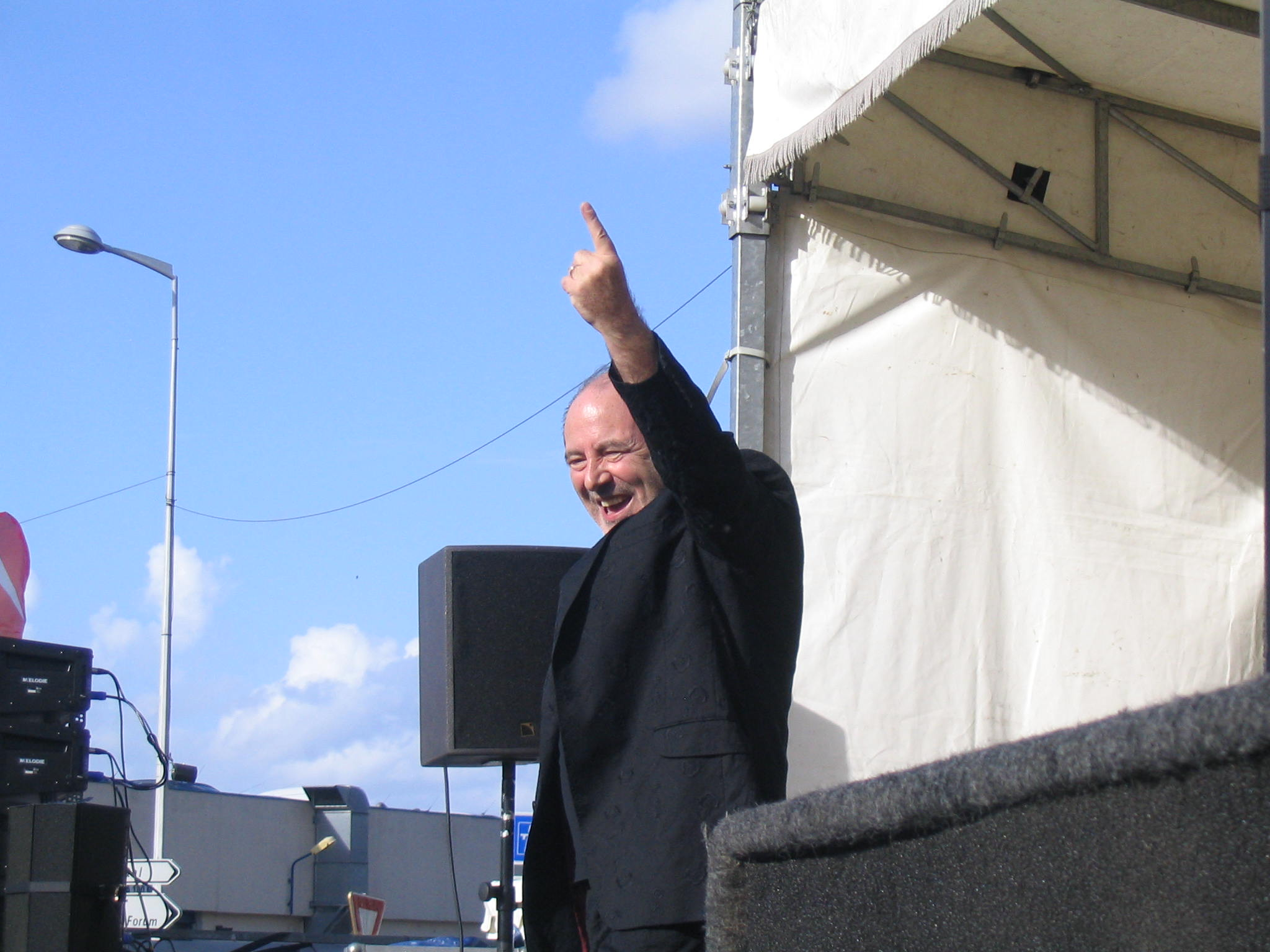
Michel Delpech en concert le 1 octobre 2006 à Louviers.

- 1985 : En concert – Enregistrement public à l'Olympia 1985
- 1992 : Tout Delpech à l'Olympia (octobre 1992)
- 1998 : Les concerts inédits de Musicorama (double cd)
- 2001 : Concerts Musicorama – Extraits inédits
- 2005 : Ce lundi-là au Bataclan (double cd)
- 2007 : Live au Grand Rex (double cd)

### 45 tours,EPet principaux singles originaux en français

#### Vogue
- 1964 : Anatole ; On fait semblant / Le bal est fini ; J’aime la vie

#### Festival
- 1964 : Elle se moque de toi ; Que c'est triste / Il voulait ; J'arrive trop tard
- 1965 : Copains-clopant : Prélude (instr.) ; Copains-clopant (avec Chantal Simon)  ; Tout arrive / Ce n'est pas grand-chose ; Je n'irai pas te voir chanter (par Chantal Simon)
- 1965 : Chez Laurette ; Dis-nous pourquoi / T’en fais pas ; Et te voilà, toi
- 1965 : Plus d'bac ; Un mot sur la porte / La fin des vacances ; Claudine a grandi
- 1966 : Marie-toi, Marie-Jo ; Pour une blonde (Per una rosa) / Hey ! Sors de chez toi ; L’entrée des artistes
- 1966 : Inventaire 66 ; Quand on aime comme on s'aime ; Faudra qu'j'en parle avec… / Inventaire 66 ; Les enfants du temps d'aujourd'hui
- 1966 : Le restaurant chinois ; Je me sens tout petit / Bonne chance mon garçon ; Paricolor
- 1967 : La Femme de l'an 3000 ; Être deux / Le petit musicien ; Tête de turc

#### Barclay
- 1967 : Il faut regarder les étoiles ; La Mésalliance / Bécassine ;  Les Amoureux
- 1967 : Pour un coin de Pologne ; Si tu pars / Qu’est-ce qui m’arrive ; Les Amis d'un jour
- 1968 : Les P'tits Cailloux blancs ; Pour gagner des sous / L’Amour greffé ; Les Fleurs s’ennuient
- 1968 : Poupée cassée ; Le Voyage / Les hirondelles sont parties ; L’amitié n’existe plus
- 1969 : Le Mauvais Jardinier ; Les Pies / L’Échelle ; Il y a des jours où on ferait mieux de rester au lit
- 1969 : Wight Is Wight / Wight Is Wight (instr.)
- 1969 : Quand la pluie tombe en été ; Élisabeth de quelque chose / Les Pommes de terre ; Sommes heureux
- 1970 : Chérie-Lise / Je suis pour
- 1970 : Un coup de pied dans la montagne / Les Groupies
- 1970 : Et Paul chantait « Yesterday » / Crazy
- 1971 : Le Blé en herbe / Pour un flirt
- 1971 : La Vie, la vie / Super Amour
- 1972 : Quand un soldat revient / Un Paris-Soir sur le visage
- 1972 : Même pendant la guerre on chante / L’Amour en wagon-lit
- 1972 : Fan de toi / 62, nos quinze ans
- 1972 : Que Marianne était jolie / Le Bout de la terre
- 1973 : Rimbaud chanterait / Ma cavalière
- 1973 : Les Divorcés / Le Petit Rouquin
- 1973 : Les Aveux / Toutes les filles
- 1974 : Je pense à toi / Voyage en charter
- 1974 : Je l'attendais / Ce fou de Nicolas
- 1974 : Le Chasseur / Le Retour de Claire
- 1975 : Quand j'étais chanteur / Draguez-moi
- 1976 : Ce lundi-là / Avez-vous vraiment essayé d'aimer ?
- 1976 : Tu me fais planer / Une destinée
- 1976 : La Fille avec des baskets / Il y en a encore
- 1977 : Le Loir-et-Cher / Viviane
- 1977 : Fais un bébé / Je viens vendre mon chagrin
- 1978 : Chez Laurette (nouv. version) / Marie-toi, Marie-Jo (Musidisc)
- 1978 : C'est ta chanson (Your Song) / Vu d'avion, un soir (d'ici)
- 1979 : Trente Manières de quitter une fille[51] / T'as un ami
- 1979 : Je cherche un endroit / Longue Maladie
- 1980 : Docker / Home Sweet Home
- 1981 : Bombay / Piou, j’t’embrasse
- 1983 : Animaux animaux / Photographe
- 1984 : Loin d'ici / Club vidéo (Play)

#### Charles Talar Records
- 1985 : Rock en U.R.S.S. / Grand-mère
- 1986 : J'peux pas dormir / La Meilleure Musique de la ville
- 1986 : Oubliez tout ce que je vous ai dit / Jamaïca Bay
- 1987 : Petite France / Nicholson and Co
- 1988 : Ces mots-là (ou) Fais glisser tes bas… ces mots-là (Carrère) / Lucie

#### Tréma
- 1989 : Pleurer le chanteur / Welcome Baby Doc
- 1990 : J'étais un ange / J’étais un ange (instr.)
- 1991 : Les Voix du Brésil / Rêve de Gauguin
- 1992 : Terre d'amour / Pleure pas, Éva
- 1992 : C'est ainsi qu'elles sont belles / Christians, Muslims, Jews

## Classement et participations

### Classement des singles
| Années | Titres                               | Classement des ventes | Classement des ventes | Classement des ventes | Classement des ventes | Classement des ventes | Classement des ventes | Classement des ventes | Classement des ventes | Classement des ventes | Classement des ventes | Classement des ventes | Classement des ventes | Classement des ventes | Classement des ventes | Ventes françaises |
| Années | Titres                               | FR ,                  | BEL/Wa ,              | BEL/Fl ,              | NL ,                  | CH ,                  | AUT ,                 | SE ,                  | NO ,                  | DK ,                  | ES ,                  | ALL ,                 | JAP                   | ITA                   | ARG                   | Ventes françaises |
| ------ | ------------------------------------ | --------------------- | --------------------- | --------------------- | --------------------- | --------------------- | --------------------- | --------------------- | --------------------- | --------------------- | --------------------- | --------------------- | --------------------- | --------------------- | --------------------- | ----------------- |
| 1965   | Chez Laurette                        | 15                    | 24                    | —                     | —                     | —                     | —                     | —                     | —                     | —                     | —                     | —                     | —                     | —                     | —                     | NC                |
| 1966   | Inventaire 66                        | —                     | 40                    | —                     | —                     | —                     | —                     | —                     | —                     | —                     | —                     | —                     | —                     | —                     | —                     | 50 000            |
| 1967   | Il faut regarder les étoiles         | —                     | 20                    | —                     | —                     | —                     | —                     | —                     | —                     | —                     | —                     | —                     | —                     | —                     | —                     | NC                |
| 1968   | Les Petits Cailloux blancs           | —                     | 49                    | —                     | —                     | —                     | —                     | —                     | —                     | —                     | —                     | —                     | —                     | —                     | —                     | 50 000            |
| 1969   | Wight Is Wight                       | 1                     | 2                     | 14                    | —                     | —                     | —                     | —                     | —                     | —                     | —                     | —                     | —                     | 4                     | 5                     | 400 000           |
| 1970   | Chérie Lise / Je suis pour           | 10                    | 24                    | —                     | —                     | —                     | —                     | —                     | —                     | —                     | —                     | —                     | —                     | —                     | —                     | 60 000            |
| 1970   | Un coup de pied dans la montagne     | 18                    | 22                    | —                     | —                     | —                     | —                     | —                     | —                     | —                     | —                     | —                     | —                     | —                     | —                     | NC                |
| 1971   | Pour un flirt                        | 1                     | 1                     | 1                     | 2                     | —                     | —                     | 3                     | 7                     | 1                     | —                     | 21                    | 27                    | 17                    | —                     | 600 000           |
| 1971   | La Vie, la vie                       | 5                     | 17                    | —                     | —                     | —                     | —                     | —                     | —                     | —                     | —                     | —                     | —                     | —                     | —                     | 150 000           |
| 1972   | Fan de toi                           | 6                     | 7                     | —                     | —                     | —                     | —                     | —                     | —                     | —                     | —                     | —                     | —                     | —                     | —                     | 200 000           |
| 1972   | L’Amour en wagon-lit                 | —                     | 30                    | —                     | —                     | 13                    | —                     | —                     | —                     | —                     | —                     | —                     | —                     | —                     | —                     | 75 000            |
| 1972   | Que Marianne était jolie             | 9                     | 11                    | —                     | —                     | —                     | —                     | —                     | —                     | —                     | —                     | —                     | —                     | —                     | —                     | 200 000           |
| 1973   | Les Aveux                            | 16                    | 15                    | —                     | —                     | —                     | —                     | —                     | —                     | —                     | —                     | —                     | —                     | —                     | —                     | 75 000            |
| 1973   | Rimbaud chanterait                   | 17                    | 33                    | —                     | —                     | —                     | —                     | —                     | —                     | —                     | —                     | —                     | —                     | —                     | —                     | 75 000            |
| 1973   | Les Divorcés                         | 1                     | 1                     | 25                    | —                     | —                     | —                     | —                     | —                     | —                     | —                     | —                     | —                     | —                     | —                     | 800 000           |
| 1974   | Je pense à toi                       | 10                    | 20                    | —                     | —                     | —                     | —                     | —                     | —                     | —                     | —                     | —                     | —                     | —                     | —                     | 100 000           |
| 1974   | Je l'attendais                       | 19                    | 17                    | —                     | —                     | —                     | —                     | —                     | —                     | —                     | —                     | —                     | —                     | —                     | —                     | NC                |
| 1975   | Le Chasseur                          | 3                     | 5                     | —                     | —                     | —                     | —                     | —                     | —                     | —                     | —                     | —                     | —                     | —                     | —                     | 400 000           |
| 1975   | Quand j'étais chanteur               | 10                    | 4                     | —                     | —                     | —                     | —                     | —                     | —                     | —                     | —                     | —                     | —                     | —                     | —                     | 200 000           |
| 1976   | Ce lundi-là                          | —                     | 12                    | —                     | —                     | —                     | —                     | —                     | —                     | —                     | —                     | —                     | —                     | —                     | —                     | NC                |
| 1976   | Tu me fais planer                    | 19                    | 24                    | —                     | —                     | —                     | —                     | —                     | —                     | —                     | —                     | —                     | —                     | —                     | —                     | 75 000            |
| 1976   | La Fille avec des baskets            | 20                    | 27                    | —                     | —                     | —                     | —                     | —                     | —                     | —                     | —                     | —                     | —                     | —                     | —                     | NC                |
| 1977   | Le Loir-et-Cher                      | 5                     | 5                     | —                     | —                     | —                     | —                     | —                     | —                     | —                     | —                     | —                     | —                     | —                     | —                     | 300 000           |
| 1977   | Fais un bébé                         | 16                    | 19                    | —                     | —                     | —                     | —                     | —                     | —                     | —                     | —                     | —                     | —                     | —                     | —                     | 200 000           |
| 1978   | Vu d'un avion, un soir               | 20                    | —                     | —                     | —                     | —                     | —                     | —                     | —                     | —                     | —                     | —                     | —                     | —                     | —                     | NC                |
| 1979   | Je cherche un endroit                | 20                    | —                     | —                     | —                     | —                     | —                     | —                     | —                     | —                     | —                     | —                     | —                     | —                     | —                     | NC                |
| 1984   | Loin d'ici                           | 47                    | —                     | —                     | —                     | —                     | —                     | —                     | —                     | —                     | —                     | —                     | —                     | —                     | —                     | NC                |
| 2009   | Je passe à la télé                   | —                     | —                     | —                     | —                     | —                     | —                     | —                     | —                     | —                     | —                     | —                     | —                     | —                     | —                     | NC                |
| 2016   | La Fin du chemin                     | 82                    | —                     | —                     | —                     | —                     | —                     | —                     | —                     | —                     | —                     | —                     | —                     | —                     | —                     | NC                |
| 2016   | Loin d'ici (ressortie)               | 154                   | —                     | —                     | —                     | —                     | —                     | —                     | —                     | —                     | —                     | —                     | —                     | —                     | —                     | NC                |
| 2016   | Wight Is Wight (ressortie)           | 43                    | —                     | —                     | —                     | —                     | —                     | —                     | —                     | —                     | —                     | —                     | —                     | —                     | —                     | NC                |
| 2016   | Quand j'étais chanteur (ressortie)   | 10                    | —                     | —                     | —                     | —                     | —                     | —                     | —                     | —                     | —                     | —                     | —                     | —                     | —                     | NC                |
| 2016   | Les Divorcés (ressortie)             | 42                    | —                     | —                     | —                     | —                     | —                     | —                     | —                     | —                     | —                     | —                     | —                     | —                     | —                     | NC                |
| 2016   | Chez Laurette (ressortie)            | 30                    | —                     | —                     | —                     | —                     | —                     | —                     | —                     | —                     | —                     | —                     | —                     | —                     | —                     | NC                |
| 2016   | Le Loir-et-Cher (ressortie)          | 49                    | —                     | —                     | —                     | —                     | —                     | —                     | —                     | —                     | —                     | —                     | —                     | —                     | —                     | NC                |
| 2016   | Le Chasseur (ressortie)              | 22                    | —                     | —                     | —                     | —                     | —                     | —                     | —                     | —                     | —                     | —                     | —                     | —                     | —                     | NC                |
| 2016   | Tu me fais planer (ressortie)        | 147                   | —                     | —                     | —                     | —                     | —                     | —                     | —                     | —                     | —                     | —                     | —                     | —                     | —                     | NC                |
| 2016   | Que Marianne était jolie (ressortie) | 40                    | —                     | —                     | —                     | —                     | —                     | —                     | —                     | —                     | —                     | —                     | —                     | —                     | —                     | NC                |
| 2016   | Pour un flirt (ressortie)            | 26                    | —                     | —                     | —                     | —                     | —                     | —                     | —                     | —                     | —                     | —                     | —                     | —                     | —                     | NC                |

### Principales compilations
- 1991 : Inventaire 66 (Musidisc, 22 titres 64-67)
- 1992 : Intégrale Les années Barclay (coffret 4 cd, 64 titres)
- 1995 : Les Années Barclay (20 titres)
- 2007 : Inventaires - Les 100 plus belles chansons (Capitol, coffret 5 cd)
- 2009 : Best of (Capitol, 22 titres)
- 2015 : L'essentiel des albums studio 1964-2009 (coffret de 13 CD, 158 titres)[57]
- 2016 : J'étais un ange ; un album hommage où une dizaine d'artistes français de toutes générations (Marc Lavoine, Louane, Laurent Voulzy, Lilian Renaud, Calogero, Pascal Obispo ou encore Vianney) reprennent les plus grands succès du chanteur[58].

### Participations
- 1975 : Chante Paris sur sable sur le triple 33 T Paris Populi (Barclay, non réédité en cd)
- 2009 : Reprise de Les plaisirs démodés sur le double cd Charles Aznavour et ses amis à l’Opéra Garnier
- 2009 : On n'est pas là pour se faire engueuler !, album hommage à Boris Vian. Reprise de J'Suis snob

## Filmographie

### Cinéma
- 2011 : Les Bien-aimés de Christophe Honoré
- 2012 : L'Air de rien de Grégory Magne et Stéphane Viard

### Télévision
- 2014 : Où es-tu maintenant ? d'Arnaud Sélignac, adaptation du roman de Mary Higgins Clark.

## Publications
- L'homme qui avait bâti sa maison sur le sable, Paris, Robert Laffont, 1993 (réimpr. 1996), 183 p. (ISBN 2-221-07583-8, BNF 35609762)
- Michel Delpech et Geneviève Delpech, De cendres et de braises, Paris, Presses de la Renaissance, coll. « Petits contes philosophiques », 2000, 125 p. (ISBN 978-2-85616-741-0, BNF 37117453)
- La jeunesse passe trop lentement (en coll. avec Florence Assouline), Paris, Plon, 2011, 161 p. (ISBN 978-2-259-21539-8, BNF 42465324, lire en ligne)
- J'ai osé Dieu, Paris, Presses de la Renaissance, 2013 (réimpr. 2015), 126 p. (ISBN 978-2-7509-0762-4, BNF 43766032)
- Vivre !, Paris, Plon, 2015, 139 p. (ISBN 978-2-259-23007-0, BNF 44307829)

## Dans la culture populaire
- Dans le film Le bonheur est dans le pré d'Étienne Chatiliez , sorti en 1995, Eddy Mitchell interprète la chanson Les Aveux.
- Le film Quand j'étais chanteur de Xavier Giannoli, sorti en 2006 avec Gérard Depardieu et Cécile de France, emprunte son titre à la chanson éponyme de Delpech, et Gérard Depardieu y interprète deux succès du chanteur : Pour un flirt et la chanson titre du film.
- Dans le film L'Amour flou de Romane Bohringer et Philippe Rebbot sorti en 2018, la chanson Les Divorcés est présente deux fois dans le film. La version originale de Delpech est utilisée pour le générique de début et le titre est interprété par Romane Bohringer et Philippe Rebbot pour le générique de fin du film.
- Dans le film Deux Automnes Trois Hivers, Arman (Vincent Macaigne) écoute Le Chasseur lorsqu'il surprend Amélie (Maud Wyler) en train de se faire agresser dans une ruelle du Marais.

## Documentaire
- À bout portant : Michel Delpech, réalisé par Marcel Boudou, diffusé le 17 mai 1975[59],[60].
- Michel Delpech, Quand j'étais chanteur, réalisé par Léa Coyecques, diffusé le 16 juin 2016 sur TMC[61]